# Gila von Weitershausen
Gila von Weitershausen, geboren als Gisela Freiin von Weitershausen (Trebnitz, 21 maart 1944), is een Duitse actrice.

## Biografie
Gisela Freiin von Weitershausen is de achterkleindochter van bondskanselier Georg von Hertling. Haar vader Georg Freiherr von Weitershausen (1908–1962) was officier, haar moeder Ingeborg (1913–?) kwam uit de Pruisische adellijke familie von der Groeben. Haar ouders zijn met haar en haar vijf broers en zussen uit Silezië gevlucht. Ze volgde de Rudolf Steiner School en kreeg acteerlessen in München. Gila von Weitershausen speelde in het Frankische Staatstheater in Dinkelsbühl en later ook in de Münchner Kammerspiele. In Los Angeles ging ze naar een filmschool.
Eind jaren 1960 werd ze populair bij enkele Duitse komedies zoals Engelchen oder Die Jungfrau von Bamberg (1968) en het eerste deel van de serie Die Lümmel von der Erste Bank, waar ze samen met Hansi Kraus en Uschi Glas speelde. In 1969 speelde ze onder leiding van May Spils als Christine aan de zijde van Werner Enke in de film Nicht fummeln, Liebling.
Van 1966 tot 1972 was ze getrouwd met de acteur Martin Lüttge. Van 1970 tot 1973 had ze een relatie met de Franse filmregisseur Louis Malle, die de vader is van haar zoon Manuel Cuauthémoc Malle (* 1971 in Parijs) en onder wiens leiding ze een rol op zich nam in Herzflimmern. In 1981 speelde ze naast Hanna Schygulla en Bruno Ganz in Die Fälschung, geregisseerd door Volker Schlöndorff. In 1983 acteerde ze in The Captain's Doll in Hallstatt samen met Jeremy Irons.
Gila von Weitershausen is tot op de dag van vandaag te zien in tal van televisiefilms en afleveringsrollen. In de serie Der Landarzt speelde ze van 1987 tot 1995 de hoofdrol van Annemarie Mattiesen. Ze nam de rol over van Uschi Glas, die wegens zwangerschap uit productie was gegaan. Bovendien speelt von Weitershausen af en toe rondreizend theater. Sinds 1994 is ze getrouwd met de radioloog en psychoanalyticus Hartmut Wahle.

## Onderscheidingen
- 1968: Gouden Filmband (Deutscher Filmprijs/Beste aankomende actrice[7]) voor Engelchen oder die Jungfrau von Bamberg
- 1970: Zilveren Bravo Otto
- 1971: Bronzen Bravo Otto

## Filmografie
- 1964: Hütet eure Töchter!
- 1965: Die Tochter des Brunnenmachers (televisie)
- 1965: Der Nachtkurier meldet – Wer sah Christa? (tv-serie)
- 1965: 24 Bilder
- 1966: Jan Himp und die kleine Brise (televisie)
- 1967: Herrliche Zeiten im Spessart
- 1968: Carrera – Das Geheimnis der blonden Katze (El magnifico Tony Carrera)
- 1968: Engelchen oder Die Jungfrau von Bamberg
- 1968: Die Lümmel von der ersten Bank: Zur Hölle mit den Paukern
- 1968: Sie schreiben mit – Dafür gibt's kein Rezept (tv-serie)
- 1969: Engelchen macht weiter – hoppe, hoppe Reiter
- 1969: Charley's Onkel
- 1969: Köpfchen in das Wasser, Schwänzchen in die Höh
- 1969: Sie schreiben mit – Der Neffe (tv-serie)
- 1970: Der Bettenstudent oder: Was mach’ ich mit den Mädchen?
- 1970: 11 Uhr 20 (tv-driedeler)
- 1970: Nicht fummeln, Liebling
- 1970: Ohrfeigen
- 1971: Heißer Sand (tv-meerdeler)
- 1971: Herzflimmern (Le souffle au coeur)
- 1971: X312 – Flug zur Hölle
- 1972: Blutiger Freitag
- 1972: Meine Tochter – Deine Tochter
- 1972: Der Schrei der schwarzen Wölfe
- 1973: Der Fußgänger
- 1973: Gott schützt die Liebenden
- 1974: Als Mutter streikte
- 1974: Die großen Detektive (tv-serie)
- 1974: Das Zeichen der Vier (televisie)
- 1975: Nathalie
- 1975: Familie auf Zeit (tv-serie)
- 1975: Ein schönes Paar (televisie)
- 1976: Kann ich noch ein bisschen bleiben? (televisie)
- 1976: Die Schuldigen mit den sauberen Händen (Les magiciens)
- 1977: Halbzeit (tv-film)
- 1977: Das Ende der Beherrschung (tv-film)
- 1978: Das Einhorn
- 1978: Schwarz und weiß wie Tage und Nächte (tv-film)
- 1978: St. Pauli-Landungsbrücken – Der Trick (tv-serie)
- 1979: Verwirrung der Gefühle (televisie)
- 1979: Tödlicher Ausgang (televisie)
- 1980: Tauwetter (televisie)
- 1980: Leute wie du und ich (televisie)
- 1980: Sonnenpferde (Les chevaux du soleil) (tv-serie)
- 1981: Die Fälschung
- 1982: Der Alte – Haß (tv-serie)
- 1982: So oder so ist das Leben: Vier Begegnungen in einer Großstadt (televisie)
- 1982: Blut und Ehre – Jugend unter Hitler (televisie)
- 1982: Entscheidung am Kap Horn (Les quarantièmes rugissants)
- 1982: Meister Eder und sein Pumuckl – Der rätselhafte Hund (tv-serie)
- 1982: Das Traumschiff – Grenada
- 1983: Trenchcoat
- 1983: Schnelles Geld
- 1983: Derrick – Geheimnisse einer Nacht (tv-serie)
- 1983: Brandmale
- 1983: Der Offizier und die Puppe (The Captain’s Doll) (tv-film)
- 1984: Die ewigen Gefühle (tv-film)
- 1984: Patrik Pacard (tv-serie)
- 1984: Derrick – Tödlicher Ausweg
- 1984: Ein Fall für zwei – Auf eigene Gefahr (tv-serie)
- 1984: Bereit zum Mord (tv-film)
- 1984: Der Alte – Hals über Kopf
- 1984: Der Alte – Fluchthilfe
- 1985: Vorsichtige Berührung (tv-film)
- 1985: Hellseher wider Willen (tv-serie)
- 1985: Alle Geister kreisen (tv-film)
- 1986: Sommer in Lesmona (tv-film)
- 1987: Dies Bildnis ist zum Morden schön (tv-film)
- 1987–1995: Der Landarzt (tv-serie)
- 1987: Mrs. Harris – Der geschmuggelte Henry (televisie)
- 1987: Garibaldi il generale (tv-film)
- 1987: Die Wilsheimer (tv-serie)
- 1987: Smaragd
- 1988: Fürchten und Lieben (Paura e amore)
- 1988: Der Löwe (Itinéraire d'un enfant gâté)
- 1989: Ein Geschenk des Himmels (televisie)
- 1990: Derrick – Tossners Ende
- 1991: Lippels Traum
- 1991: Der Alte – Grenzenlos
- 1991: Leporella (tv-film)
- 1992: Liebe auf Bewährung (tv-serie)
- 1992: Liebesreise (televisie)
- 1992: Der Fotograf oder Das Auge Gottes
- 1993: Die Skrupellosen – Hörigkeit des Herzens (televisie)
- 1993: Ein besonderes Paar (tv-serie)
- 1993: Das Traumschiff – Indien/Malediven
- 1994: Imken, Anna und Maria oder Besuch aus der Zone (tv-serie)
- 1995: Liebling, ich muß auf Geschäftsreise (televisie)
- 1995: Durst nach Rache (televisie)
- 1995: Kissenschlacht (televisie)
- 1995: Der Alte – Türkische Spezialitäten
- 1996: Der Bulle von Tölz: Tod im Internat
- 1996: Im Namen des Gesetzes – Leerlauf (tv-serie)
- 1996: Die Geliebte (tv-serie)
- 1996: Olivia – Ein Kinderschicksal bewegt die Welt (tv-film)
- 1997: Der kleine Unterschied (tv-film)
- 1997: Der Alte – Der Tod schreibt das Ende
- 1997: Zwei Brüder – Nervenkrieg (tv-serie)
- 1997: Rosamunde Pilcher – Stunden der Entscheidung (tv-reeks)
- 1997: Derrick – Der Mord, der ein Irrtum war
- 1997: Liebling Kreuzberg – Eine nette Intrige (tv-serie)
- 1998: Biggi (tv-serie)
- 1998: Eine Lüge zuviel (televisie)
- 1998: Polizeiruf 110 – Discokiller (tv-reeks)
- 1999: Traumfrau mit Nebenwirkungen (tv-film)
- 1999: Rivalinnen der Liebe (tv-film)
- 2000: Dir zu Liebe (tv-film)
- 2000: Das Herz des Priesters (tv-film)
- 2000: Nicht mit uns (tv-film)
- 2000: Das Traumschiff – Seychellen (tv-serie)
- 2000: Tatort – Tatort: Kalte Herzen (tv-reeks)
- 2001: Reise des Herzens (tv-film)
- 2001: Bel Ami – Liebling der Frauen (Uomo che piaceva alle donne – L' Bel Ami) (tv-film)
- 2001: Wahnsinnsweiber (tv-serie)
- 2001: Tatort – Der Präsident
- 2001: Tatort – Unschuldig
- 2001: Das Traumschiff – Bermudas
- 2002: Zwei alte Gauner (tv-film)
- 2002: Utta Danella – Die Hochzeit auf dem Lande (tv-reeks)
- 2002: Forsthaus Falkenau – Hassliebe (tv-serie)
- 2003: Schöne Lügen (tv-film)
- 2003: Mutter kommt in Fahrt (tv-film)
- 2004: Der Traum vom Süden (tv-film)
- 2004: Das Traumschiff – Sri Lanka
- 2005: Unter weißen Segeln – Abschiedsvorstellung (tv-serie)
- 2005: Drei teuflisch starke Frauen (tv-film)
- 2005: Utta Danella – Eine Liebe in Venedig (tv-reeks)
- 2005: Inselsommer
- 2006: Eine Krone für Isabell (tv-film)
- 2006: Meine Mutter tanzend (tv-film)
- 2006: Mein süßes Geheimnis (tv-film)
- 2006: Fünf-Sterne-Kerle inklusive (tv-film)
- 2006: Utta Danella – Eine Liebe im September
- 2007: Kreuzfahrt ins Glück – Hochzeitsreise nach Burma (tv-reeks)
- 2007: Ich heirate meine Frau (tv-film)
- 2007: Drei teuflisch starke Frauen – Eine für alle (televisie)
- 2007: Drei teuflisch starke Frauen – Die Zerreißprobe (televisie)
- 2007: Rosamunde Pilcher – Aus Liebe und Leidenschaft
- 2008: Die Weisheit der Wolken (tv-film)
- 2008: Lilly Schönauer – Für immer und einen Tag (televisie)
- 2008: Das Traumschiff – Vietnam
- 2009: Das Traumhotel – Kap der Guten Hoffnung
- 2009: Meine wunderbare Familie – Hochzeitsvorbereitungen (tv-serie)
- 2010: Letzter Moment (tv-film)
- 2010: Emilie Richards – Denk nur an uns beide
- 2011: Familiengeheimnisse – Liebe, Schuld und Tod (televisie)
- 2012: Alles außer Liebe (tv-film)
- 2013: Vorzimmer zur Hölle – Plötzlich Boss (tv-film)
- 2013: SOKO Köln – Der stille Mord (tv-serie)
- 2013: Engel der Gerechtigkeit – Ärztepfusch (tv-reeks)
- 2018: Das Traumschiff – Hawaii